# Intervención en Siberia
La intervención en Siberia o siberiana de 1918-1922 fue el envío de tropas por parte de las potencias de la Triple Entente a las provincias marítimas de Rusia como parte de un gran esfuerzo de las potencias occidentales y Japón para ayudar al Ejército Blanco en contra del Ejército Rojo durante la guerra civil rusa. El Imperio del Japón continuó ocupando parte de Siberia incluso después de que el resto de las fuerzas aliadas la abandonaran en 1920, hasta 1922, permaneciendo en el norte de la isla de Sajalín hasta 1925.
Mientras que Francia, Gran Bretaña y la Legión Checoslovaca se concentraron en sostener el frente antisoviético en Siberia y Estados Unidos en controlar y reparar los ferrocarriles siberianos, Japón, que se negó a enviar tropas más allá del lago Baikal, trató de afianzar su control sobre el este de la región, disputándosela a soviéticos y estadounidenses.

## Trasfondo
Como consecuencia de la guerra Vladivostok, el principal puerto ruso en el Este, base naval estratégica y la única amenaza a la hegemonía naval japonesa en la región se había convertido en un gran almacén de abastos y armamento enviado por la Entente para sostener el frente oriental, con más de 700 toneladas de material valorado en un millardo de dólares en el otoño de 1918. A pesar de hallarse en minoría entre la población, los bolcheviques, como en otras ciudades siberianas, lograron hacerse con el poder en la ciudad durante el invierno de 1917, el 4 de diciembre de 1917.
En Manchuria, en la concesión rusa del ferrocarril transmanchuriano el 21 de noviembre de 1917 el sóviet (consejo) local recibió orden de Lenin de tomar el control, avivando la tensión entre el general Horvat, jefe de la concesión respaldado por los cónsules extranjeros, y aquel. China envió miles de soldados para evitar incidentes. A mediados de diciembre las autoridades militares japonesas ya sopesaban el envío de una misión militar a la zona para tomar el control de los ferrocarriles y sostener a las fuerzas antibolcheviques.
El 1 de enero de 1918 los británicos anunciaron a los japoneses el envío de un buque de guerra a Vladivostok. Tratando de adelantarse a los británicos, los japoneses enviaron a su vez varios navíos, entrando en el puerto siberiano la mañana de 12 de enero de 1918, días antes de la llegada del buque británico. Las órdenes del almirante Katoo, comandante de la misión, incluían la eliminación de los bolcheviques de administración de la ciudad, a pesar de las declaraciones contrarias del cónsul japonés.

## Participantes

### Gran Bretaña
Los británicos, con escaso personal, desplegaron solo 1.500 soldados en Siberia. Provenían del 9º Batallón del Regimiento de Hampshire y del 25º Batallón del Regimiento Middlesex. La misión militar británica, sin embargo, se convirtió pronto en el principal apoyo de la dictadura de Aleksandr Kolchak, participando de manera destacada en el golpe de Estado que acabó con el Directorio de Omsk y alzó este al poder en Siberia. Su importancia era tal que ocupó las oficinas del ministerio de Suministros del Gobierno de Omsk, dejando a este en la calle.
Antes de sostener a Kolchak, ya a finales de 1917, los británicos se habían mostrado dispuestos a respaldar a las fuerzas opuestas a los bolcheviques en el Lejano Oriente ruso, especialmente con dinero, llevando a cabo negociaciones con los Cosacos del Ussuri a comienzos de 1918.
Los británicos apoyaron también a las unidades de Grigori Semiónov, a las que a mediados de febrero prometieron 10 000 libras mensuales, además de presionar a las autoridades japonesas para que brindaran su apoyo a estas fuerzas. El apoyo a Semiónov contó con el respaldo francés, pero también con el rechazo estadounidense.
Hasta finales de 1918 los británicos habían enviado a las fuerzas antibolcheviques 200 cañones de campaña y equipo para 100.000 hombres, aprobándose el envío de equipo para otros tantos a comienzos de diciembre.
Uno de los batallones británicos, el de Middlesex, sirvió como guardia personal de Kolchak y uno de sus oficiales participó en su servicio de información. El general Alfred Knox, jefe de la misión británica, fue nombrado, a pesar de los acuerdos Aliados que conferían el mando de las tropas al general francés Maurice Janin, comandante de la retaguardia, un puesto de mayor poder, que controlaba los suministros y la formación de oficiales para el Ejército de Kolchak. Su influencia era tal que el propio Knox admitió tener más poder sobre las operaciones militares que el propio Janin, finalmente a cargo de las tropas Aliadas al oeste del lago Baikal.
Los británicos, además de su participación militar, formaron una organización económica, la «Compañía de Suministros Siberiana», encargada de aliviar la escasez de productos en la región a la vez que defendía los intereses económicos británicos y trataba de lograr el monopolio del comercio de la región para el futuro. Uno de los miembros de la organización era el magnate británico Leslie Urquhart, que antes de la caída del imperio había controlado gran parte de la producción de oro rusa, así como la mitad de su producción de cobre y casi todo el plomo y el cinc gracias al control de minas en los Urales y en el Altái.
Otra destacada tarea de la misión militar británica fue la formación de oficiales y suboficiales, llevada a cabo en nuevas academias creadas en Vladivostok y colocada bajo la dirección de un general reaccionario, Konstatín Sájarov. Tanto el equipo como los uniformes de la escuela eran británicos, así como parte de los instructores. El 15 de febrero de 1919 se graduó la primera promoción de 500 oficiales y otros tantos suboficiales, que resultaron de regular calidad militar.
Los reveses militares de Kolchak en el verano de 1919 llevaron a los británicos a tratar de traspasar el peso de la intervención a japoneses y estadounidenses, y a proponer la evacuación de sus escasas tropas, concentrando su esfuerzo contra los bolcheviques en el Ejército de Voluntarios de Antón Denikin. Con la muerte de Kolchak en febrero de 1920 los restos de la misión militar británica fueron evacuados entre febrero y marzo.

### Francia
La participación francesa fue escasa. Sin tropas en Siberia y aportando escaso material a Kolchak, el general francés Janin se encontró pronto sin mando efectivo al retirarse los checoslovacos del frente una vez que su autoridad había quedado restringida a las unidades extranjeras del frente. Su influencia, comparada con la británica, resultó escasa.

### Canadá

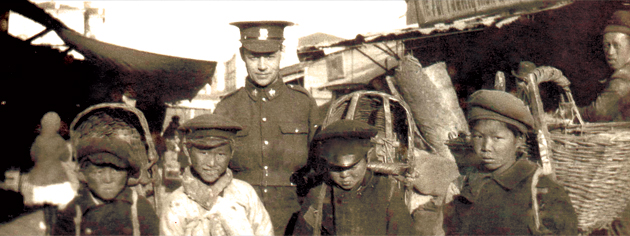
El oficial médico canadiense Edwin Stephenson poco antes de morir de viruela. Vladivostok, 1919.

La Fuerza Expedicionaria Canadiense en Siberia, al mando del general de división James H. Elmsley y autorizada en agosto de 1918, fue enviada a Vladivostok para reforzar la presencia Aliada. Compuesta por 4 192 soldados, la fuerza regresó a Canadá entre abril y junio de 1919. Durante este tiempo, los canadienses tuvieron una baja participación en la guerra. Se enviaron menos de cien tropas de procedimiento a Omsk, en calidad de personal administrativo para los 1500 soldados británicos que ayudaban al gobierno ruso blanco del almirante Aleksandr Kolchak. La mayoría de los canadienses se mantuvo en Vladivostok, realizando ejercicios militares de rutina y tareas policiales en la ciudad portuaria.

### China
China aprovechó los desórdenes en Manchuria para tratar de recuperar el control de la región, enviando miles de hombres a la zona, a la vez que temía la extensión de la Guerra Civil Rusa a su territorio. Para tratar de evitar la invasión soviética intentó estorbar la formación de unidades antibolcheviques en Manchuria, prohibió a sus ciudadanos alistarse en estas y dificultó el paso de mercancías en los extremos del transmanchuriano, en Manchuli y Pograníchnaia.
En marzo, tras el fracaso de la ofensiva de Semiónov, le permitió a este refugiarse en territorio chino, internándole pasajeramente, mientras negociaba con los soviéticos para evitar la persecución de estos.

### Italia
Los italianos jugaron un rol pequeño pero de gran importancia durante la intervención, luchando junto con la Legión Checoslovaca y otras fuerzas aliadas usando trenes de guerra fuertemente armados y blindados para el control de grandes sectores del ferrocarril siberiano. 
Las principales áreas de operación fueron las regiones de Irkutsk, Harbin y Vladivostok.

### Checoslovaquia
El 29 de junio de 1918, con el beneplácito y apoyo de los comandantes japonés, británico y francés, la Legión tomó el control de Vladivostok, arrestando el sóviet local y miembros del comité regional bolchevique. Los checoslovacos devolvieron el poder al zemstvo y duma locales, que reconocieron la autoridad del Gobierno Provisional de la Siberia Autónoma de Petr Derber.
La única fuerza Aliada que entró en combate de manera continua con los soviéticos, hubo de ser retirada del frente tras el golpe de Estado que llevó a Kolchak al poder en noviembre de 1918 ante la oposición a este y la desilusión checoslovaca por la falta de refuerzos militares de otras naciones en el frente. A finales de 1918 comenzaron a formarse soviets entre las tropas y algunas se negaron a obedecer las órdenes que recibían. Uno de sus comandantes, Radola Gajda, pasó al servicio de Kolchak ante la negativa del Consejo Nacional Checo a su petición de castigar a los agitadores. La crisis se agravó cuando en enero de 1919 unidades enteras se negaron a regresar al frente a luchar junto a las unidades de Kolchak. A finales de mes, clara ya la oposición de la mayoría de las tropas a continuar los combates junto al nuevo Gobierno, fueron trasladadas a la retaguardia, de centinelas del transiberiano desde Ekaterimburgo y Cheliábinsk hasta Irkutsk.

### Japón

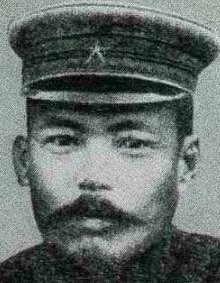
El general Yui Mitsue.

En diciembre de 1917 los japoneses ya habían rechazado una solicitud realizada por los franceses para intervenir en Rusia. Sin embargo, el Estado Mayor del Ejército vio en la caída del régimen zarista la oportunidad de librar a Japón de cualquier amenaza futura por parte de Rusia mediante la creación de un Estado tapón en Siberia. El Gobierno japonés rehusó en principio embarcarse en tal aventura y fue solo un año después cuando, en vista del curso de los acontecimientos, decidió cambiar de política. Japón temía la extensión de la revolución a las provincias asiáticas rusas, tenía grandes inversiones en bonos de guerra rusos y había desarrollado un lucrativo comercio con las ciudades asiáticas rusas durante la contienda mundial, convirtiéndose estas en el tercer mercado de exportación de productos japoneses, solo por detrás de los Estados Unidos y China). Temía además el relanzamiento del expansionismo ruso por la denuncia del Gobierno de Moscú de los acuerdos secretos suscritos por el Gobierno zarista, entre el que se incluía el de 1916 que había delimitado las fronteras con Japón.

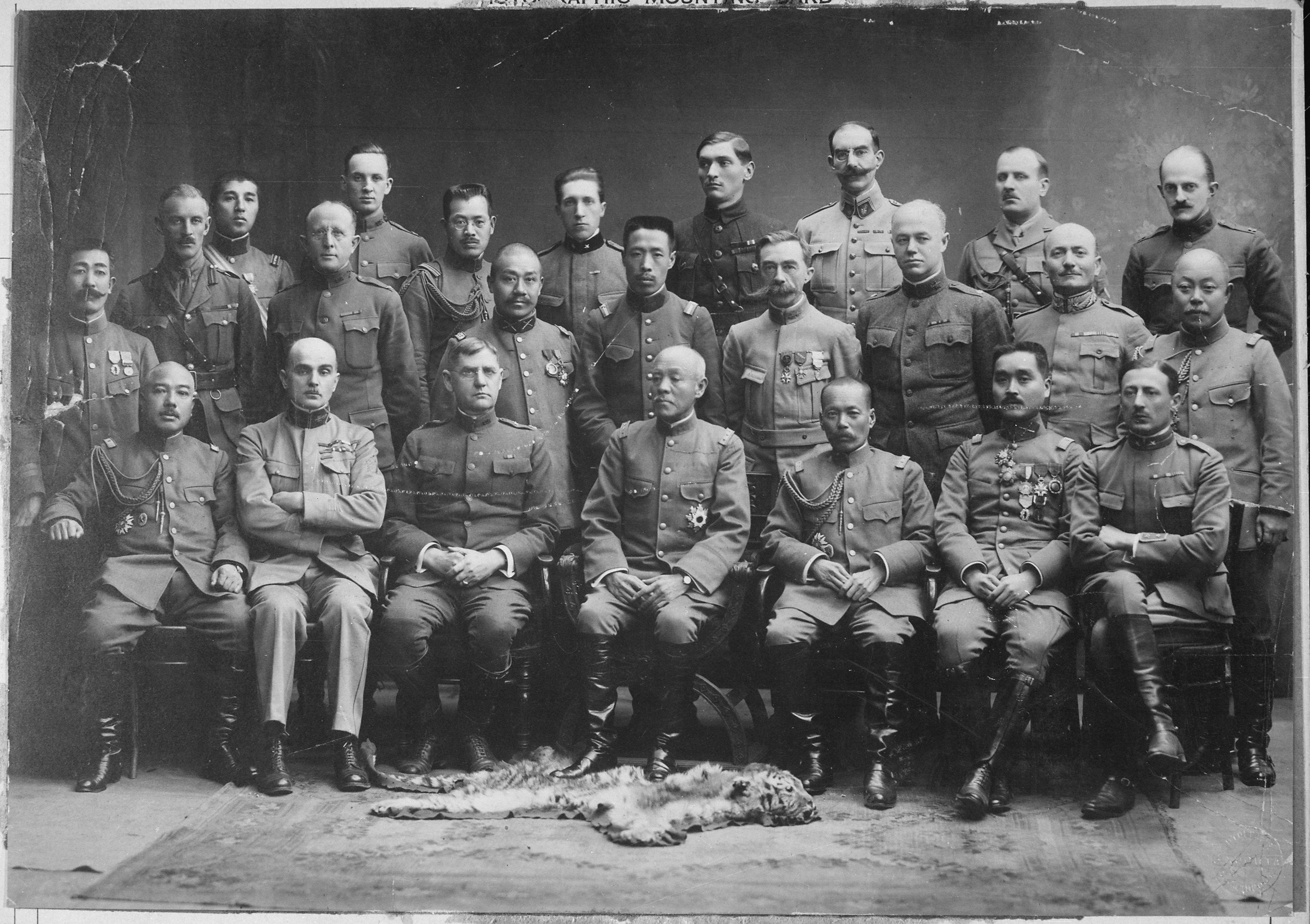
Mandos militares Aliados en Vladivostok.

A comienzos de enero de 1918 habían llegado los primeros buques de guerra a la ciudad, teóricamente para proteger los intereses y a los ciudadanos japoneses, pero con órdenes de eliminar a los bolcheviques de la administración. La decisión de intervenir no había partido del Gobierno japonés, sino únicamente del presidente del Gobierno y de los mandos de la marina, interesados en expulsar a los bolcheviques y de adelantarse a los británicos, de camino a la ciudad. Pocos días después de su llegada el almirante japonés comunicó a los cónsules Aliados sus planes para hacerse con el control de la ciudad si lo consideraba necesario.
También en enero representantes japoneses comenzaron a respaldar a las fuerzas antibolcheviques más conservadoras, formadas principalmente por oficiales zaristas y cosacos, en vez de sostener a las autoridades socialistas moderadas, mayoritarias en la región.
Durante comienzos de la primavera el Gobierno japonés expresó su deseo de circunscribir su intervención a la cuenca del Amur y de contar para ella con el apoyo político y material de los Estados Unidos, a pesar de los intentos de la Entente de involucrarlo en una expedición más al oeste.
A comienzos de abril de 1918, el 5 de abril de 1919, un pequeño destacamento japonés desembarcó en Vladivostok tras el asalto de unos ciudadanos japoneses en la ciudad, con la intención expresa de proteger a estos pero causando el rechazo de la mayoría de la población. Lo acompañó un pequeño contingente de infantes de marina británicos. A partir del 25 de abril de 1918, sin embargo, ante la renuencia del Gobierno japonés de enfrentarse directamente a los bolcheviques, estos tomaron el control total de la ciudad, ante la pasividad de las tropas Aliadas presentes.
Para entonces el Gobierno japonés había financiado a las diversas fuerzas afines que podían evitar la formación de una autoridad rusa fuerte en la zona. El objetivo japonés era que los demás Aliados aceptasen una nueva autoridad al este del Baikal que, incluso si dependía de la ayuda militar japonesa, concediese al Imperio un papel predominante en la región, evitando la competencia de otras potencias y garantizando el predominio económico japonés en la zona.
Pronto empresarios japoneses se hicieron con el control de empresas de pesca, madereras, minas y comerciales por toda la cuenca del Amur y del norte de Sajalin, mientras el Ejército tomaba la administración de las aduanas ruso-coreanas y ruso-chinas. Los japoneses requisaron también la flota mercante del Amur, dificultando el comercio en la zona. Durante todo el periodo de la expedición militar japonesa se mantuvo la ayuda a las fuerzas favorables a Japón en la zona, se trató de integrar la economía regional con la japonesa y a tomar el control de los ferrocarriles, de acuerdo a los planes de los miembros del Gobierno favorables a la intervención.

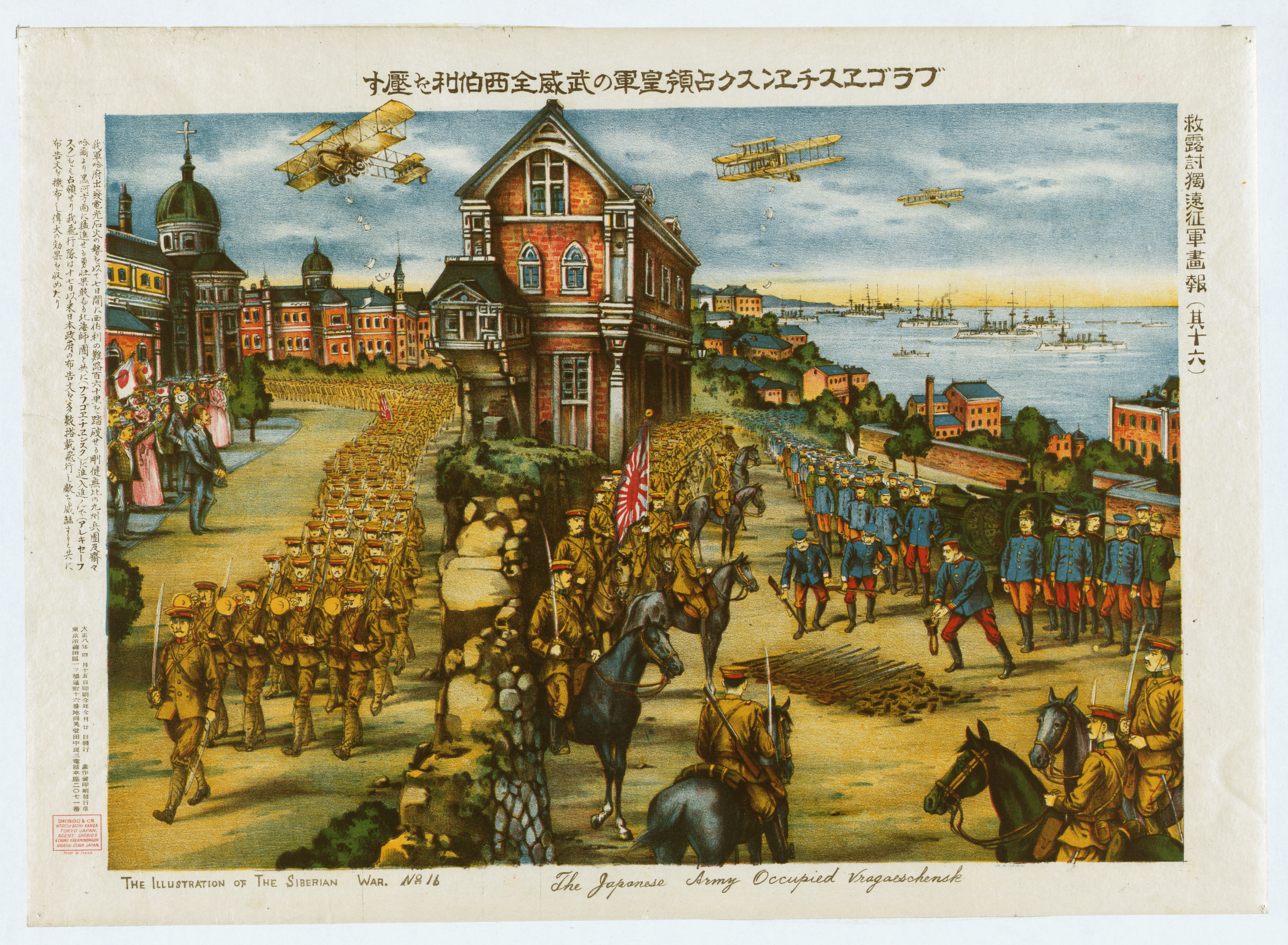
Tropas japonesas ocupando Blagovéshchensk

En julio de 1918, el presidente Wilson, accediendo finalmente a intervenir en Rusia, solicitó a Japón el envío de 7.000 soldados como parte de una coalición internacional de 25.000 efectivos, concebida para apoyar el rescate de la Legión Checoslovaca y el aprovisionamiento de suministros militares. Tras un acalorado debate parlamentario, la administración de primer ministro Terauchi Masatake accedió a enviar 12.000 soldados, pero bajo el mando de Japón y no como parte de una coalición internacional.
Una vez que se hubo tomado la decisión política, el Ejército Imperial Japonés asumió el control total de la operación bajo el mando del Jefe del Estado Mayor Yui Mitsue, realizando una cuidadosa planificación de la expedición. Los japoneses finalmente desplegaron unos 70.000 soldados por la época en que se firmó el armisticio, pero únicamente en el Extremo Oriente ruso. Apenas un batallón fue más allá de Harbin, hasta Irkutsk. A mediados de octubre y a pesar de los acuerdos entre las facciones en el Gobierno nipón, parte de él muy reacio a intervenir en Rusia, el Ejército había desplegado tres divisiones y media, número de tropas muy superior al acordado con los estadounidenses.
El imperio japonés llegó a disponer de cuatro divisiones y media en territorio ruso, más que las fuerzas del resto de aliados en conjunto, gastando un millardo de yenes en la expedición militar. Poco después del desembarco de las primeras tropas tomó en control de los ferrocarriles del Lejano Oriente ruso y en 1920 envió unidades al norte de Sajalín. A comienzos de 1919, sin embargo, redujo el número de sus tropas, que costaba mucho mantener, a 40.000 soldados.

### Estados Unidos

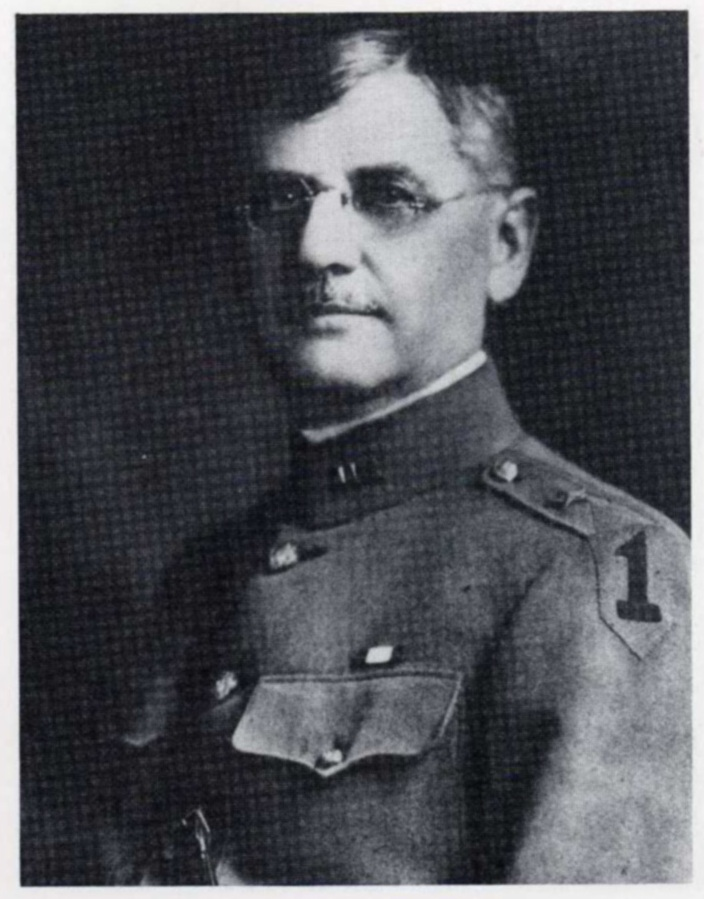
El general estadounidense William Sidney Graves.

Estados Unidos tenía crecientes intereses económicos en la zona, especialmente en los ferrocarriles, a pesar de no tener ambiciones territoriales en la misma. Ya en junio de 1917 había enviado a la región a una «Comisión Americana de Asesoramiento de Expertos en Ferrocarriles», para preocupación de Japón, también interesado en la zona. El retraso de la intervención Aliada se debió en parte a la necesidad de la Entente de contar con el beneplácito americano. En diciembre una propuesta británica para que estadounidenses y japoneses tomasen el control del transiberiano fue rechazada, considerada innecesaria y perjudicial para la imagen de los Aliados entre la población rusa. Otra propuesta fue denegada en enero de 1918.
En marzo y abril, tras el desencadenamiento de la nueva ofensiva alemana en el frente occidental tras la firma del Tratado de Brest-Litovsk, los Aliados trataron nuevamente de lograr el apoyo estadounidense a la intervención militar en Rusia, una vez más en vano.
En abril las fuerzas estadounidenses no participaron en el desembarco japonés en Vladivostok. La revuelta de la Legión Checoslovaca, sin embargo, cambió radicalmente la postura norteamericana y el 8 de julio de 1918 el Gobierno propuso a Japón una expedición conjunta para facilitar la evacuación de los checoslovacos. Entre otras razones, se considera que Wilson no deseaba una intervención exclusivamente japonesa que diese al Imperio el control de la región.  También se ha presentado la participación estadounidense como una acción para acabar con el Gobierno de Moscú, dada la detestación del bolchevismo por el presidente y algunos miembros del Departamento de Estado de los Estados Unidos. Las intenciones del presidente, sin embargo, se presentaron de la manera más neutral e indirecta posible, para evitar la oposición del congreso.
El presidente destinó 10 millones de dólares de los fondos para la Primera Guerra Mundial a Siberia, gran parte de ellos a fuerzas del Movimiento Blanco y respaldó el bloqueo de las zonas bajo control bolchevique. Los programas de ayuda estadounidenses también se ajustaron a la política de cerco del Gobierno de Lenin. El Gobierno de Wilson no reconoció al Gobierno soviético y mantuvo los contactos con la embajada rusa en Estados Unidos, que sirvió como agencia de intervención antibolchevique al Gobierno mientras este mantenía su fachada de neutralidad oficial en la política rusa. La embajada, encargada teóricamente de liquidar los contratos suscritos por el desaparecido Gobierno Provisional Ruso, mantuvo algunos de ellos, de armamento, que fue entregado, una vez rendidos los Imperios Centrales, a los ejércitos antibolcheviques. Ya antes de la intervención militar estadounidense en Siberia el presidente había ordenado el estudio sobre las diferentes autoridades antisoviéticas en el territorio con el objetivo de respaldar a la considerada más viable. El golpe de Estado que acabó con el Directorio de Omsk y elevó al poder en Siberia a Aleksandr Kolchak no interrumpió la entrega de la ayuda americana.
La Fuerza Expedicionaria Americana a Siberia (AEF Siberia), bajo el mando del general William S. Graves, estuvo finalmente compuesta por 7.959 hombres, entre oficiales y soldados. La AEF Siberia estaba formada por el 27º y 31.er Regimientos de Infantería del Ejército de los Estados Unidos, más un gran número de voluntarios de los regimientos 13º y 62°, y unos pocos del 12º.
Aunque el general Graves no llegó a Siberia hasta el 4 de septiembre de 1918, los primeros 3.000 soldados norteamericanos desembarcaron en Vladivostok entre el 15 y el 21 de agosto. Rápidamente se les asignó la vigilancia de diversos tramos de la línea férrea entre Vladivostok y Nikolsk.
Al contrario que sus aliados, el general Graves consideraba que su misión en Siberia era proteger los suministros norteamericanos, ayudar a la Legión Checoslovaca a evacuar Rusia y sostener a las fuerzas rusas en su resistencia ante los Imperios Centrales lo cual no incluía luchar contra los bolcheviques. Graves había recibido órdenes del presidente Wilson para no interferir en los asuntos internos rusos. Debido a sus repetidas llamadas a la moderación, Graves tuvo frecuentes enfrentamientos con los comandantes británicos, franceses y japoneses, que querían que los norteamericanos tuvieran una participación más activa en las operaciones militares. Teóricamente subordinado al mando japonés, Graves rechazó su autoridad en la práctica.
Ante los repetidos reveses de las fuerzas de Kolchak el Gobierno estadounidense primero trató de sostenerlo económicamente facilitando la negociación de un nuevo crédito de 50 millones de dólares con bancos privados pero, a finales de 1919 y ante lo desesperado de la situación, se negó a contemplar la propuesta de la embajada rusa de evacuar la reserva de oro rusa, en manos de Kolchak y utilizarla para financiar a otros grupos antibolcheviques. Hubo de admitir, sin embargo, haber utilizado como fachada a la embajada para sostener a Kolchak, finalmente sin éxito.
Las tropas estadounidenses evacuaron territorio ruso en 1920.

## Intervención aliada (1918-1919)
En agosto de 1918 comenzó la intervención combinada aliada. El puerto de Vladivostok se declaró protectorado aliado y la Legión controlaba por completo ya el transiberiano.
Los japoneses, al mando teóricamente de las tropas Aliadas en la región, hicieron pasar a cerca de 72.000 soldados por el puerto de Vladivostok y diversos puntos de la frontera con Manchuria hasta noviembre de 1918. El despliegue de tan enorme fuerza para lo que se suponía una expedición de apoyo hizo que sus aliados recelaran de las auténticas intenciones japonesas. El 5 de septiembre los japoneses entraron en contacto con la vanguardia de la Legión Checoslovaca. Pocos días después, británicos, italianos y franceses se unieron a los checos en un intento de restablecer el frente oriental tras los Urales; en consecuencia, los aliados europeos se desplazaron hacia el oeste. Los japoneses, con sus propios objetivos en mente, se negaron a continuar más al oeste del lago Baikal y quedaron atrás. Esto hizo que los norteamericanos, sospechando de sus intenciones, también permanecieran cerca para tenerlos vigilados. En noviembre los japoneses ya habían ocupado todos los puertos y grandes ciudades de las Provincias Marítimas Rusas, además de la ciudad de Chitá en Siberia Oriental.
A partir del verano de 1918 el Ejército japonés prestó apoyo a facciones de los Rusos Blancos; la 5ª División de Infantería y los japoneses, con el refuerzo del Destacamento Especial de Manchuria de Grigori Semiónov, tomaron el control del Transbaikal, región donde se instauró un efímero gobierno blanco. Dos tercios de las tropas japonesas se concentraron desde el otoño de 1918 a lo largo del ferrocarril transmanchuriano, anteriormente bajo control ruso, expulsando a las autoridades que no se les sometieron y tomando el control de las estaciones.
A comienzos de noviembre, alrededor del momento en el que se estaba firmando el armisticio con Alemania, los Aliados contaban con miles de hombres en Siberia: 60.000 checoslovacos, 70.000 japoneses, 9.000 estadounidenses, 4.000 canadienses, 2.000 británicos y destacamentos menores de franceses, italianos y polacos. A excepción de los checoslovacos, sin embargo, los choques de estas tropas con las soviéticas no fueron más que meras escaramuzas. Solo los británicos enviaron parte del XXV batallón de Middlesex a Kungur, a unos 180 km al oeste de Ekaterimburgo donde el duro recibimiento de los soviéticos los hizo retirarlo inmediatamente. Otra tropa británica en entrar en combate lo hizo al día siguiente del armisticio del 11 de noviembre de 1918: 8 cañones navales fueron desplegados en el frente en Ufá, apoyando un ataque de Kolchak con temperaturas bajo cero, con escaso efecto. Las únicas otras intervenciones Aliadas directas en los combates (exceptuando a los checoslovacos) fueron las de un batería de 6 cañones en diciembre de 1918 y otra de 5 en mayo y junio de 1919. Incluso la mayoría de los checoslovacos pasaron a la retaguardia a finales de 1918. Las tareas de las tropas Aliadas quedó entonces prácticamente limitadas al entrenamiento y suministro de las unidades antibolcheviques y a la vigilancia de algunas ciudades y líneas de ferrocarril en la retaguardia de Kolchak.
La escasa participación Aliada en la contienda, sin embargo, no se debía a la falta de deseos de algunos mandos, como el jefe de la misión militar británica, el general Alfred Knox, que deseaba una «cruzada contra el bolchevismo», sino a la renuencia de Japón a involucrarse en la lucha más allá de Irkutsk o de los norteamericanos una vez terminada la guerra en Europa. Dado que los planes británicos contaban con que estos llevasen el peso de los combates, los planes de Knox se convirtieron en inviables. Los canadienses tampoco vieron con buenos ojos el mantenimiento de sus tropas en Siberia tras la rendición alemana y solo gracias a la presión del Gobierno británico aceptaron permanecer, acantonados el Vladivostok, hasta la primavera de 1919.
En febrero de 1919 y ante la negativa tajante de las autoridades antibolcheviques a participar en la conferencia de la isla de Prinkipo (Turquía), en el mar de Mármara, se planteó efímeramente, principalmente por parte de británicos y estadounidenses, la retirada de las tropas, pero no se llevó a cabo, continuándose tanto el mantenimiento de tropas como el envío de armas y bastimentos (en marzo estos habían alcanzado equipamiento para 200.000 hombres, 142 cañones, 52 obuses, 550 ametralladoras y un millón de granadas).

## Retirada de las fuerzas Aliadas (1919-1920)

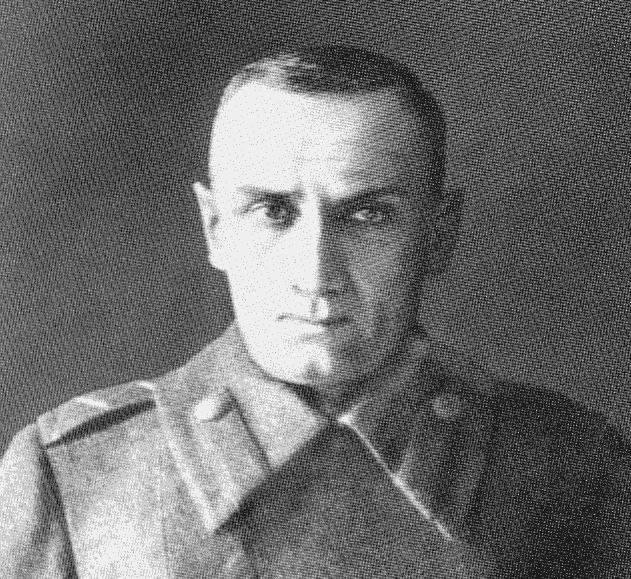
El almirante Kolchak en 1920, poco antes de su ejecución.

Al término de la guerra en Europa los aliados decidieron apoyar a los ejércitos blancos antibolcheviques implicándose de forma más decidida en la Guerra Civil Rusa. Los aliados prestaron ayuda militar al gobierno de Kolchak en Omsk mientras que los japoneses hicieron lo propio con los rivales de Kolchak, Grigori Semiónov e Iván Kalmykov. A comienzos de 1920 el régimen «blanco» de Siberia se derrumbó después de la captura y ejecución de Kolchak por el Ejército Rojo.
Muerto Kolchak los británicos evacuaron a los escasos miembros que quedaban en territorio ruso en febrero y marzo de 1920. Las últimas unidades estadounidenses lo hicieron más tarde, el 1 de abril de 1920. Desde abril a junio de 1920, los restantes miembros de la coalición Aliada se retiraron partiendo de Vladivostok. Sin embargo, los japoneses decidieron quedarse y reforzar sus unidades: ya dominaban Corea y Manchuria y temían la expansión del comunismo tan cerca de sus fronteras. En cualquier caso, Japón se vio obligado a firmar el Acuerdo de Gongota para evacuar pacíficamente sus tropas del Transbaikal, lo cual significó, en octubre de 1920, el inevitable final del régimen de Grigori Semiónov.
El Ejército japonés continúo aportando ayuda militar al Gobierno provisional de Priamurye, en contra de su rival apoyado por Moscú, la República del Lejano Oriente. La continuidad de la intervención japonesa preocupaba al Gobierno estadounidense, que sospechaba que Japón escondía ambiciones territoriales en Siberia y Rusia Oriental. Sometida a intensa presión diplomática por parte de Estados Unidos y Gran Bretaña, y frente a una oposición doméstica cada vez más fuerte debida al coste humano y económico de la intervención, la administración del primer ministro Katō Tomosaburō retiró sus tropas en octubre de 1922. Sajalín solo fue evacuada en 1925.

## Consecuencias

### Repercusión en la política japonesa
Las motivaciones de la intervención japonesa en Siberia fueron complejas y deficientemente llevadas a la práctica. De cara al exterior, Japón, y los otros miembros de la coalición internacional, estaban en Siberia para proteger los suministros militares y para rescatar a la Legión Checoslovaca. Sin embargo, la intensa hostilidad del gobierno japonés al comunismo, la revancha de históricas afrentas con el Imperio ruso y el hecho de tener al alcance de la mano la posibilidad de resolver el "problema del norte" de su seguridad, mediante la creación de un estado tapón o incluso por medio de conquista territorial directa; fueron factores que sin duda influyeron. En cambio, el apoyo a diferentes líderes del Movimiento Blanco dejó a Japón en una delicada situación diplomática frente al gobierno de la Unión Soviética cuando el Ejército Rojo finalmente emergió victorioso de la Guerra Civil. La intervención hizo pedazos la unidad interna de Japón en tiempos de guerra, envolviendo a gobierno y ejército en amargas controversias e, incluso, provocando divisiones internas en el seno mismo del ejército.
Las pérdidas japonesas en la expedición a Siberia fueron de unos 5.000 muertos o heridos en combate, además de unos gastos de más de 900 millones de yenes.